# Phylica nigromontana
Phylica nigromontana är en brakvedsväxtart som beskrevs av Neville Stuart Pillans. Phylica nigromontana ingår i släktet Phylica och familjen brakvedsväxter. Inga underarter finns listade i Catalogue of Life.